# Георгіос Авліхос
Георгіос Авліхос (грец. Γεώργιος Άβλιχος Ліксуріон, Кефалонія 1842 — Аргостоліон, Кефалонія 1909) — грецький художник, поет і композитор другої половини XIX століття.

## Галерея

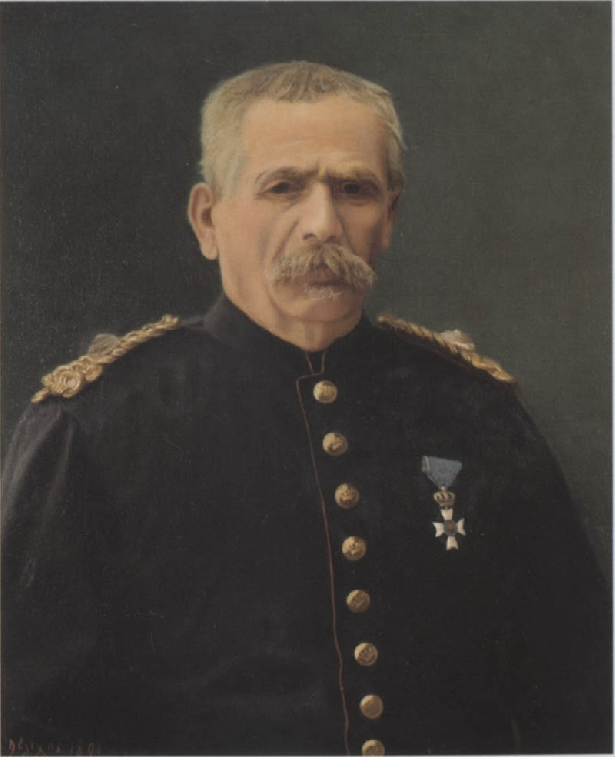
Портрет офіцера.
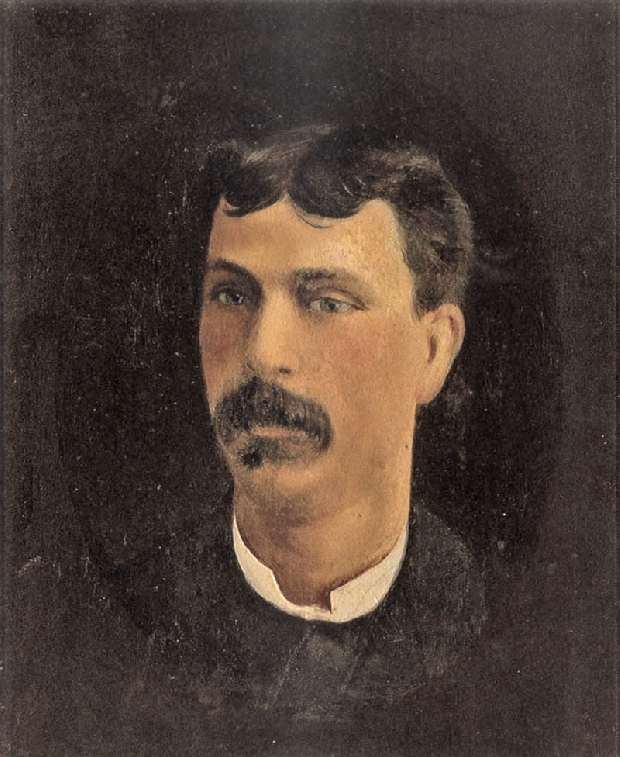
Портрет молодої людини
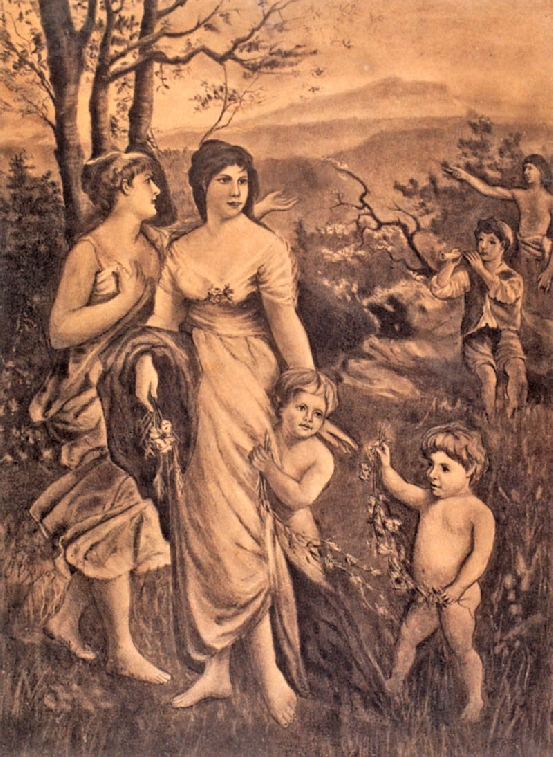
Алегорія весни
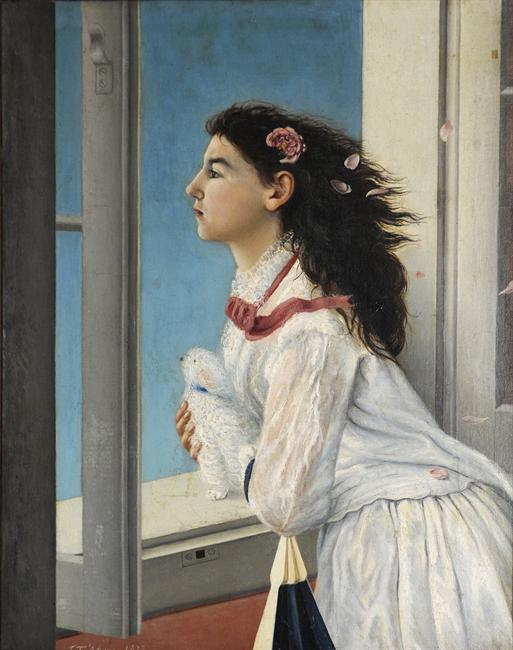
Дівчина біля вікна (1877).